# Les Hunter
Leslie Hunter, detto Les (Nashville, 16 agosto 1942 – 27 marzo 2020), è stato un cestista statunitense, professionista nella NBA e nella ABA.

## Carriera
Venne selezionato dai Detroit Pistons al secondo giro del Draft NBA 1964 (9ª scelta assoluta).

## Palmarès
- Campionato NCAA: 1

Loyola Ramblers: 1963
- ABA All-Star Game: 2

1968, 1969
- Trentaduesimo migliore rimbalzista di sempre ABA
- Quarantacinquesimo miglior marcatore di sempre ABA